# Eulophia sooi
Eulophia sooi là một loài thực vật có hoa trong họ Lan. Loài này được Chun & Tang ex S.C.Chen mô tả khoa học đầu tiên năm 1999.